# Gare de Bierges-Walibi
Ne doit pas être confondu avec Gare de Bierghes.
La gare de Bierges-Walibi est une gare ferroviaire belge de la ligne 139, de Louvain à Ottignies, située à Bierges sur le territoire de la ville de Wavre dans la province du Brabant wallon en Région wallonne. Elle dessert le parc d'attractions Walibi Belgium situé à environ 150 mètres.
Elle porte le nom de « Bierges-lez-Wavre » lorsqu'elle est mise en service en 1899 par l'administration des chemins de fer de l'État belge.
C'est une halte voyageurs de la Société nationale des chemins de fer belges (SNCB) desservie par des trains Suburbains (S) ainsi que par quelques trains InterCity (IC) et Touristiques (T) durant les week-ends.

## Situation ferroviaire
Établie à 46 mètres d'altitude, la gare de Bierges-Walibi est située au point kilométrique (PK) 25,10 de la ligne 139, de Louvain à Ottignies entre les gares de Wavre et de Limal.

## Histoire
La halte de « Bierges-lez-Wavre » est mise en service le 3 novembre 1899 par l’administration des chemins de fer de l’État belge. Son nom est modifié en « Bierges (Wavres) » en 1910.
Le 10 septembre 1993, elle est dénommée « Wavre-Bierges-Walibi », cette dernière dénomination étant rapidement simplifiée en « Bierges-Walibi ». En 1994, le point d'arrêt est réaménagé avec la construction d'un passage souterrain sous les voies et d'un chemin d'accès permettant de rejoindre le parc d'attractions Walibi Belgium ouvert à proximité.

## Service des voyageurs

### Accueil
Halte SNCB, c'est un point d'arrêt non géré (PANG) à accès libre. Elle dispose de deux quais surélevés.
Un souterrain, accessible par des rampes, permet la traversée des voies et le passage d'un quai à l'autre.

### Desserte
Bierges-Walibi est desservie par des trains Suburbains (S), InterCity (IC) et Touristiques (T) de la SNCB, qui effectuent des missions sur la ligne commerciale 139 : Ottignies - Louvain (voir brochure SNCB).
En semaine, la gare est desservie deux fois par heure dans chaque sens par des trains S20 (Louvain - Wavre - Ottignies) et une fois par heure par des trains S61 (Wavre - Ottignies - Villers-la-Ville - Charleroi - Tamines - Namur - Jambes).
Les weekends et jours fériés, les trains S20 Louvain - Ottignies circulent, tout comme les S61 Wavre - Jambes, au rythme d'un par heure tandis que quelques trains IC et T ajoutent une desserte plus rapide depuis Bruxelles, Louvain et Charleroi.

### Trains spéciaux vers Bierges-Walibi
Durant la période d'ouverture du parc Walibi Belgium, huit trains supplémentaires renforcent la desserte de la gare les week-ends et jours fériés.
Il existe également deux trains touristiques (T) qui relient Bruxelles-Midi à Ottignies via Louvain, Wavre et Bierges-Walibi le matin et effectuent le trajet retour en début de soirée. Deux paires de trains Modèle:SNCB-IC reliant Charleroi-Central à Louvain y marquent l'arrêt en fin de matinée.
L'augmentation du nombre de trains réguliers sur la ligne a eu pour conséquence une réduction des trains touristiques et leur disparition en semaine, Bierges-Walibi étant désormais mieux desservie qu'auparavant.

### Intermodalité
De la halte, un chemin permet d'accéder à pied au parc d'attractions Walibi Belgium distant de 150 mètres.

## Comptage voyageurs
Le graphique et le tableau montrent le nombre de passagers qui en moyenne embarquent durant la semaine, le samedi et le dimanche.
| Nombre de voyageurs qui embarquent à la gare de Bierges-Walibi | Nombre de voyageurs qui embarquent à la gare de Bierges-Walibi | Nombre de voyageurs qui embarquent à la gare de Bierges-Walibi | Nombre de voyageurs qui embarquent à la gare de Bierges-Walibi |
|                                                                | Semaine                                                        | Samedi                                                         | Dimanche                                                       |
| -------------------------------------------------------------- | -------------------------------------------------------------- | -------------------------------------------------------------- | -------------------------------------------------------------- |
| 1977                                                           | 240                                                            | 44                                                             | 43                                                             |
| 1978                                                           | 248                                                            | 70                                                             | 128                                                            |
| 1979                                                           | 268                                                            | 71                                                             | 101                                                            |
| 1980                                                           | 231                                                            | 69                                                             | 27                                                             |
| 1981                                                           | 262                                                            | 30                                                             | 16                                                             |
| 1982                                                           | 230                                                            | 30                                                             | 19                                                             |
| 1983                                                           | 246                                                            | 33                                                             | 18                                                             |
| 1984                                                           | 215                                                            | 33                                                             | 22                                                             |
| 1985                                                           | 195                                                            | 39                                                             | 22                                                             |
| 1986                                                           | 175                                                            | 35                                                             | 16                                                             |
| 1987                                                           | 232                                                            | 26                                                             | 20                                                             |
| 1988                                                           | 233                                                            | 23                                                             | 22                                                             |
| 1989                                                           | 178                                                            | 46                                                             | 34                                                             |
| 1990                                                           | 199                                                            | 57                                                             | 35                                                             |
| 1991                                                           | 169                                                            | 67                                                             | 49                                                             |
| 1992                                                           | 246                                                            | 60                                                             | 55                                                             |
| 1993                                                           | 194                                                            | 61                                                             | 27                                                             |
| 1994                                                           | 176                                                            | 57                                                             | 25                                                             |
| 1995                                                           | 160                                                            | 72                                                             | 51                                                             |
| 1996                                                           | 169                                                            | 83                                                             | 66                                                             |
| 1997                                                           | 163                                                            | 327                                                            | 274                                                            |
| 1998                                                           | 143                                                            | 264                                                            | 150                                                            |
| 1999                                                           | 158                                                            | 242                                                            | 438                                                            |
| 2000                                                           | 176                                                            | 490                                                            | 466                                                            |
| 2001                                                           | 115                                                            | 242                                                            | 24                                                             |
| 2002                                                           | 136                                                            | 432                                                            | 385                                                            |
| 2003                                                           | 140                                                            | 635                                                            | 570                                                            |
| 2004                                                           | 125                                                            | 444                                                            | 324                                                            |
| 2005                                                           | 184                                                            | 532                                                            | 712                                                            |
| 2006                                                           | 157                                                            | 260                                                            | 404                                                            |
| 2007                                                           | 167                                                            | 798                                                            | 466                                                            |
| 2008                                                           | -                                                              | -                                                              | -                                                              |
| 2009                                                           | 156                                                            | 443                                                            | 221                                                            |
| 2010                                                           | -                                                              | -                                                              | -                                                              |
| 2011                                                           | -                                                              | -                                                              | -                                                              |
| 2012                                                           | 122                                                            | 533                                                            | 360                                                            |
| 2013                                                           | 119                                                            | 667                                                            | 304                                                            |
| 2014                                                           | 139                                                            | 400                                                            | 367                                                            |
| 2015                                                           | 85                                                             | 623                                                            | 584                                                            |
| 2016                                                           | 96                                                             | 647                                                            | 682                                                            |
| 2017                                                           | 130                                                            | 1 026                                                          | 890                                                            |
| 2018                                                           | 154                                                            | 797                                                            | 578                                                            |
| 2019                                                           | 146                                                            | 504                                                            | 562                                                            |
| 2020                                                           | 106                                                            | 314                                                            | 289                                                            |
| 2021                                                           | -                                                              | -                                                              | -                                                              |
| 2022                                                           | 245                                                            | 989                                                            | 735                                                            |
| 2023                                                           | 187                                                            | 929                                                            | 687                                                            |
| 2024                                                           | 196                                                            | 1 198                                                          | 655                                                            |